# Tema da Macedônia
O Tema da Macedônia (português brasileiro) ou Macedónia (português europeu) (em grego: θέμα Μακεδονίας), chamado também de Tema Macedônio (português brasileiro) ou Macedónio (português europeu), foi um tema (província civil-militar) bizantino fundado entre o final do século VIII e início do IX. Apesar do nome, não estava localizado na Macedônia, mas na Trácia e tinha em Adrianópolis (atual Edirne) a sua capital.

## História
O Tema da Macedônia foi criado entre 789 (ou 797) e 801-802 pela imperatriz Irene de Atenas a partir do antigo Tema da Trácia. Evidências sigilográficas mostram que uma turma ("divisão") chamada "Macedônia" existia antes disso, subordinada ao estratego da Trácia. O primeiro estratego conhecido da Macedônia, o patrício João Aplaces, foi mencionado pela primeira vez em 813, mas Teófanes, o Confessor, menciona Leão, irmão do eunuco Aécio, oficial de confiança da imperatriz, sendo nomeado como o monoestratego ("general único", responsável por dois ou mais temas) da Trácia e da Macedônia já em 801-802. Sua criação foi resultado de uma série de sucessos militares que estenderam o território bizantino sobre quase toda a Trácia e provavelmente tinha como objetivo tornar o controle imperial mais efetivo ao dividir a região entre dois estrategos.
Embora o tema seja atestado na década de 960, sua ausência do Taktikon Escorial (c. 975) deu origem à suposição de que pode ter sido abolido ou incorporado pelo comando do recém-criado duque de Adrianópolis. O Tema da Macedônia, porém, aparece novamente em 1006-1007 e há algumas evidências sigilográficas que suportam a sua existência em paralelo à do Ducado de Adrianópolis. No final do século X, como resultado das conquistas de João I Tzimisces (r. 969–976) e de Basílio II Bulgaróctono (r. 976–1025), a Macedônia deixou de ser um tema de fronteira; ao norte, estavam as novas províncias centradas no Ducado de Filipópolis e Beroia, enquanto que ao sul, o novo tema de Bolero surgiram no início do século XI.
Pouco se sabe da organização provincial no século XII. Numa crisobula da República de Veneza de 1198, "Trácia e Macedônia" aparecem como uma única entidade territorial englobando toda a Trácia, mas subdividida em unidades menores com base nas grandes cidades. A área principal do antigo Tema da Macedônia aparece nesta época como "província de Adrianópolis e Demótica" (provincia Adrianupleos et Demotica).

## Geografia e administração
A capital do novo tema era Adrianópolis (atual Edirne, na Turquia), e englobava a moderna Trácia Ocidental (na Grécia), a parte ocidental da Trácia Oriental (a parte europeia da Turquia) e a faixa meridional da Trácia Setentrional (sul da Bulgária). Os geógrafos árabes ibne Cordadebe (escreveu c. 847) e ibne Alfaci (escreveu ca. 903), cujos relatos estão entre as principais fontes sobre os temas bizantinos, mencionam o Tema da Macedônia (Macadúnia) como indo da "Longa Muralha" (Muralha de Anastácio, em Constantinopla) até as "terras dos eslavos" no ocidente, e dos mares Egeu e Mármara até as fronteiras da Bulgária ao norte. Posteriormente, a oeste ele fazia fronteira com o Tema de Salonica e os temas posteriores de Estrimão e Bolero. Assim, o Tema da Macedônia não tem relação nenhuma com a região histórica da Macedônia e, quando as fontes bizantinas dos séculos X ao XII se referem à "Macedônia", na verdade eles fazem referência à região ocidental da Trácia. Assim, por exemplo, o imperador Basílio I, o Macedônio (r. 867-886) veio da Trácia e a dinastia macedônica que ele fundou foi batizada por causa do Tema da Macedônia.
Sendo derivado do Tema da Trácia, a Macedônia era contada entre os "temas orientais", que tinham um status superior na hierarquia bizantina do que os "temas europeus". No final dos séculos IX e X, seu estratego estava no segundo escalão dos governadores dos temas, acima até mesmo do governador da Trácia. Ele recebia um salário anual de 18 quilos de ouro (2 592 nomismas) e, de acordo com o relato de ibne Alfaci, no final do século IX, controlava 5 000 soldados. Diversas tropas dos tagmas (regimentos de elite) estavam permanentemente aquartelados na Macedônia. Estrimão, que era originalmente uma clisura da Macedônia, foi separado em algum momento no início do século IX, levando aproximadamente 2 000 soldados (de acordo com o historiador Warren Treadgold).
Assim como os outros temas, ao menos parte dos cargos administrativos da Macedônia foram acumulados com os da Trácia, especialmente no século XI, quando diversos estrategos e juízes (kritai) aparecem com jurisdição sobre ambos os temas.